# Фейзон (Північна Кароліна)
Фейзон (англ. Faison) — місто (англ. town) в США, в округах Даплін і Сампсон штату Північна Кароліна. Населення — 784 особи (2020).

## Географія
Фейзон розташований за координатами 35°6′59″ пн. ш. 78°8′13″ зх. д. / 35.11639° пн. ш. 78.13694° зх. д. (35.116481, -78.136840).  За даними Бюро перепису населення США в 2010 році місто мало площу 2,03 км², уся площа — суходіл.

## Демографія
Згідно з переписом 2010 року, у місті мешкала 961 особа в 365 домогосподарствах у складі 234 родин. Густота населення становила 473 особи/км².  Було 428 помешкань (211/км²).
Расовий склад населення:
| - 52,4 % — білих - 12,9 % — чорних або афроамериканців - 0,2 % — корінних американців - 0,1 % — азіатів - 31,1 % — осіб інших рас |

До двох чи більше рас належало 3,2 %. Частка іспаномовних становила 38,5 % від усіх жителів.
За віковим діапазоном населення розподілялося таким чином: 27,9 % — особи молодші 18 років, 61,1 % — особи у віці 18—64 років, 11,0 % — особи у віці 65 років та старші. Медіана віку мешканця становила 34,4 року. На 100 осіб жіночої статі у місті припадало 101,5 чоловіків;  на 100 жінок у віці від 18 років та старших — 102,6 чоловіків також старших 18 років.
Середній дохід на одне домашнє господарство  становив 44 233 долари США (медіана — 37 083), а середній дохід на одну сім'ю — 50 111 долар (медіана — 46 250). Медіана доходів становила 30 109 доларів для чоловіків та 24 722 долари для жінок. За межею бідності перебувало 20,1 % осіб, у тому числі 26,0 % дітей у віці до 18 років та 16,1 % осіб у віці 65 років та старших.
Цивільне працевлаштоване населення становило 463 особи. Основні галузі зайнятості: освіта, охорона здоров'я та соціальна допомога — 30,7 %, виробництво — 19,2 %, сільське господарство, лісництво, риболовля — 11,2 %, роздрібна торгівля — 9,7 %.